# Dyomyx cimolia
Dyomyx cimolia är en fjärilsart som beskrevs av Achille Guenée 1852. Dyomyx cimolia ingår i släktet Dyomyx och familjen nattflyn. Inga underarter finns listade i Catalogue of Life.